# Sierck-les-Bains
Sierck-les-Bains – miejscowość i gmina we Francji, w regionie Grand Est, w departamencie Mozela.
Według danych na rok 1990 gminę zamieszkiwało 1825 osób, a gęstość zaludnienia wynosiła 380 osób/km² (wśród 2335 gmin Lotaryngii Sierck-les-Bains plasuje się na 228. miejscu pod względem liczby ludności, natomiast pod względem powierzchni na miejscu 1028.).